# Leioproctus bathycyaneus
Leioproctus bathycyaneus är en biart som beskrevs av Toro 1973. Leioproctus bathycyaneus ingår i släktet Leioproctus och familjen korttungebin. Inga underarter finns listade i Catalogue of Life.